# Sauvinhargues
Sauvinhargues (en francès Souvignargues) és un municipi francès situat al departament del Gard i a la regió d'Occitània.